# Provinz Copiapó
Die Provinz Copiapó (spanisch Provincia de Copiapó) ist eine Provinz in der chilenischen Región de Atacama. Die Hauptstadt ist Copiapó. Beim Zensus 2017 lag die Einwohnerzahl bei 185.618 Personen.

## Geografie
Die Provinz grenzt im Westen an den Pazifischen Ozean, im Norden an die Provinz Chañaral, im Süden an die Provinz Huasco und im Osten an Argentinien.

## Gemeinden
Die Provinz Copiapó gliedert sich in drei Gemeinden:
1. Copiapó
2. Caldera
3. Tierra Amarilla